# Паспорт гражданина Парагвая
Паспорт гражданина Парагвая — документ, необходимый для выезда гражданина Парагвая за границу.

## Внешний вид паспорта Парагвая
Паспорт гражданина Парагвая представляет собой книжку фиолетового цвета, с надписью в верхней части REPUBLICA DEL PARAGUAY, гербом Парагвая посередине, и надписью PASAPORTE в нижней части.

## Статус паспорта гражданина Парагвая
Паспорт гражданина Парагвая необходим для поездок во все страны мира, за исключением стран Южноамериканского Общего рынка (МЕРКОСУР).
Для поездок в страны МЕРКОСУР гражданину Парагвая достаточно иметь национальное удостоверение личности (седулу).
Кроме того, граждане Парагвая, как страны-бывшей колонии Испании, имеют право в облегченной и быстрой форме получить пожизненную постоянную резиденцию (ПМЖ без необходимости продления) Испании.

## Необходимые условия получения паспорта гражданина Парагвая[2]
В соответствии с Конституцией Республики Парагвай (статья 152 «О гражданстве»), гражданами Парагвая являются следующие лица:
- Любой парагвайский подданный с возраста 18 лет
- Натурализованные парагвайцы

В статье 148 «О натурализации» указаны необходимые условия для получения натурализации:
- Достижение совершеннолетия
- Проживание минимум три года на территории Парагвая
- Владение профессией, занятие наукой, искусством или работа в промышленности
- Хорошее поведение (отсутствие судимости)

Однако, в соответствии со статьей 151 «О почетном гражданстве» почетное гражданство Парагвая могут досрочно получить те иностранцы, которые оказали выдающиеся услуги Республике Парагвай.
Согласно закону о миграции № 6.984/2022 инвесторы, открывшие в Парагвае компанию, могут ускоренно получить резидентство и гражданство.

## Виды паспорта гражданина Парагвая
- Официальный паспорт
- Дипломатический паспорт
- Служебный паспорт
- Специальный паспорт

## Страны безвизового режима
Для въезда в следующие страны гражданину Парагвая нет необходимости оформлять визу:
- Австрия
- Андорра
- Аргентина
- Бельгия
- Болгария
- Боливия
- Бразилия
- Великобритания
- Венгрия
- Венесуэла
- Гватемала
- Германия
- Греция
- Голландия
- Гондурас
- Дания
- Израиль
- Испания
- Ирландия
- Исландия
- Италия
- Кипр
- Косово
- Колумбия
- Республика Корея
- Коста-Рика
- Латвия
- Литва
- Лихтенштейн
- Люксембург
- Мальта
- Никарагуа
- Норвегия
- Панама
- Перу
- Польша
- Португалия
- Румыния
- Сальвадор
- Словакия
- Словения
- Турция
- Уругвай
- Финляндия
- Франция
- Хорватия
- Чехия
- Чили
- Швейцария
- Швеция
- Эквадор
- Эстония
- Южно-Африканская Республика
- Япония